# 楊過
楊 過（よう か、簡体字: 杨过、拼音: Yáng Guò）は、金庸の武俠小説『神鵰剣俠』の主人公。師父にして後に恋人、そして妻となった小龍女とのラブストーリーで有名。金庸作品の中でも非常に人気が高く、金庸自身「私が好きなキャラクターを挙げるなら、楊過、令狐冲、胡斐などだ」と発言している。
名前の「過」は「過（あやま）ち」の意味。そして、字の「改之」は「これを改める」の意で『論語』からの引用。過ちを犯しても改めることが最大の善であり、そんな人間に育って欲しい、という願いを込めて郭靖が命名。なお、楊過の先祖には楊再興などがおり、名門の家系といえる。

## 性格
金庸作品ではヒロインが頭脳派で、主人公は少し間が抜けて、消極的で流されやすいところがある傾向がある。それに対して楊過はかなりの知恵者であり、性格も積極的。更に美男子。武術に関しても天才的で習得はすこぶる早く、のちに隻腕となってしまった自分が使う武術として、「黯然銷魂掌」という武術を作り出している。
全真教との関係から礼儀知らずと思われやすいが、実際には礼儀正しい。楊過を軽んじる者や、楊過の友人と敵対する勢力などに対しては、仇のように接する。全真教とのトラブルも、郭靖が全真教道士に襲われたことがそもそもの原因となっている。また、小龍女と出会うまでは行く先々で迫害、いじめにあったため性格的には歪んだところも見られる。ただ、世間のしきたりを気にしないことなどは、黄薬師から好意をもたれており、一概に短所とは言えない。

## 生涯（神鵰剣俠）

### 幼年期
売国奴・楊康の息子として生まれる。しかし、母は父について詳しいことはなにも教えなかったため、会ったことのない父に憧れを抱きつつ成長。母親が亡くなり孤児となると、盗み・かっぱらいで生計を立てていた。
14歳のころ、毒にあたり瀕死の状態でいるところ、精神に異常をきたしていた西毒・欧陽鋒が「助けて欲しければ、自分を父親と呼べ」と言うのでこれを承諾し、義理の息子となる。ちなみに、中国で「自分を父親、あるいはお爺様と呼べ」などは罵倒表現の一種としてのニュアンスがあり、初対面の人間に言う言葉ではない。しかし、既に発狂していた欧陽鋒は楊過を早世した自分の息子と重ねるように可愛がり、また父親という存在に憧れていた楊過も、しだいに欧陽鋒に愛情を持ち始めた。
だが、結局は郭靖夫婦に引き取られ桃花島で暮らすことになる。そこでは実父のこともあり郭靖の妻・黄蓉に嫌われたため、武術は教えてもらうことができず、武敦儒、武修文の兄弟や郭芙にいじめられて過ごすが、やがて全真教で修行させるという名目で、追い出される形で桃花島を出ることになる。

### 小龍女との愛
全真教のもとでも、楊過は手酷い虐待を受ける。耐え切れなくなった楊過は全真教を逃げ出し、古墓に住む小龍女の下に弟子入り、飛躍的な成長を遂げる。また、師匠の小龍女とお互いに恋愛関係に発展するが、ある行き違いから小龍女は楊過のもとから去ってしまう。そこで、楊過は小龍女を捜す一方、華山では義父・欧陽鋒、洪七公から打狗棒術をはじめとするさまざま武術を習得しつつ各地を放浪した。
英雄大宴で小龍女と再会を果たすものの、郭靖らから小龍女との結婚については反対される。というのも、師匠と弟子の恋愛は、当時近親相姦にも比肩するほど人倫に反する行為だと考えられていたからである。それでも小龍女との愛を貫こうとする楊過であったが、楊過の将来を考えて小龍女は行方不明になってしまい、ふたたび楊過は小龍女をもとめて旅に出ることになる。
絶情谷で小龍女に再会するも、小龍女をめぐり公孫止と戦いになるが、楊過・小龍女ともに解毒が困難な毒にあたり余命わずかになってしまう。さらに、楊過は右腕までも失うという重傷を負うが、ついには独孤求敗の墓から見つけた剣術を身につけ、公孫止・金輪法王などを撃退する。しかし、小龍女の毒だけは治療が不可能であったため、楊過も自分の治療を拒否するが「16年後に再会しましょう」と小龍女が書き残して失踪してしまう。それを見た黄蓉が、小龍女は16年に一度現れるという南海神尼に弟子入りしたのではないかと語り、楊過は半信半疑ながらも、小龍女との再会を願いながら治療を受けるのだった。

### 神鵰俠
小龍女との再会を待つこと16年。楊過はさらなる武術を身に付けつつ、義俠心から人助けなどをしながら各地を放浪していた。その際、顔を仮面で隠し、名を明かさないため、江湖では巨大な鳥を連れている俠客ということで、神鵰俠と呼ばれるようになっていた。もうじき小龍女と再会するという日、16年に一度現れるという南海神尼の伝説は楊過に自殺を思いとどまらせるための嘘だということが発覚し絶望、自殺を図ったこともあった。
襄陽に攻めてきたモンゴル軍を蹴散らし、楊過は当時のモンゴル皇帝モンケ・ハンを討ち取っている。その活躍により、天下五絶（五人の達人）のうち、「西狂」に選ばれる。三回目の華山論剣のあと、小龍女と共に何処かへと去っていき、行方不明となった。

## 倚天屠龍記
没年は不明ながら、郭襄が一生涯をかけて探し回ったが、結局楊過は発見されることがなかったという。楊過の活躍から半世紀から1世紀後を描いた『倚天屠龍記』において謎の「黄衫の女」が「楊姓だ」と発言しており、楊過と小龍女の子孫と推測されている。この作品において、楊過の襄陽での活躍が歌となっているといい、郭靖とともに楊過の名前が語り継がれているという記述がある。

## 武功
小龍女を師父とする古墓派の第四世代に所属。武術に関しては天才的な才能を見せ、たいていの技は一度見るだけで習得ができる。また、知能的にも優れており、長い口伝・要訣を数度聞くだけで暗唱できるという能力も大いに武芸の習得に役立った。
九陰真経（きゅういんしんけい）
天下一の武術と呼ばれ、射鵰三部作に共通して登場する。王重陽が自分の武術が古墓派に劣るものではない、ということを古墓派の門人に知らしめようと古墓の棺に刻み込んでいたのを発見し、習得。ただし、王重陽が刻み込んだのは古墓派の武術を破るために必要な部分だけなので、その全てを習得したわけではない。
玄鉄剣法（げんてつけんぽう）
独孤求敗の墓で、神鵰から習った剣法。本来、素早さを旨とする剣術のセオリーに反し、重厚な玄鉄剣を使用して行う。玄鉄剣が重過ぎるため、多彩な技は使うことができないが、そのぶん無駄のない強烈な攻撃を加えることができる。
独孤求敗式修練法（どっこきゅうはいしきしゅうれんほう）
独孤求敗が神鵰に教えていた内功外功修練法。一般的に内功の修行は、静かな環境で動かずに行うが、独孤求敗式は大波の中で剣を揮うことで培われる。経脈などの運用法ではないため、独孤求敗式内功ではない。九陰真経の閉気秘訣が必要かどうかは不明。楊過はこの修練法を6年間続け、至純の内功外功を身につける。楊過の内力を込めた気合いから、一灯大師は当世一の強靱な内力との感想をもつ。
黯然銷魂掌（あんぜんしょうこんしょう）
右腕を失った楊過が自分のために考案した新しい武術。名前の由来は江淹の詩から。楊過がこれまで習得した「九陰真経」「弾指神通」「玉簫剣法」「蝦蟇功」「打狗棒術」「玉女心経」が渾然と溶け合うことで完成した。
「掌法」と言っているが、実際は掌以外の部分による攻撃、頭突き、蹴りなどは勿論、腹・背・胸など全身を使っての打撃も含まれている。これは、隻腕の楊過が腕だけで戦えば大いに不利になるため。さらに隻腕ならではの技として、空となっている右袖で相手をはたく、巻き取って捕獲するなどの技術も充実している。至高の内功を修めた者ならば、腕を振るったときの袖の風で暗器を叩き落すまでは到達できるが、このレベルまで到達するのは非常に困難。なお、2006年のテレビドラマ『神鵰侠侶』では右袖が目算で楊過自身の身長以上の長さに作られており、大砲の弾をまとめて跳ね返すなどといった人間離れした威力を発揮している。
作中において、黄薬師からは「雄渾な力を言えば郭靖の降龍十八掌に匹敵する」との評価を、周伯通からは「近年一番の武芸、自分も及ばない」との評価を受けている。神鵰俠と呼ばれるようになって以後は武器を使わず、ほとんどこの「黯然銷魂掌」で闘った。欠点としては、黯然銷魂とした気分、すなわち鬱々として悲しみにくれている精神状態でなければ習得はできず、十分な威力を発揮できないこと。この武術を編み出したのは、小龍女と生き別れた後であり、楊過の精神状態は常に沈んだものであったため、この弱点はある時点まで問題になることはなかった。

## 家系図
| 楊再興 |        |        |        |        |        |      |      |        |        |        |        |                      |        |        |        |        |        |        |        |        |        |
|        |        |        |        |        |        |      |      |        |        |        |        |                      |        |        |        |        |        |        |        |        |        |
|        |        |        |        |        |        |      |      |        |        |        |        |                      |        |        |        |        |        |        |        |        |        |
| 楊鉄心 | 楊鉄心 | 楊鉄心 | 楊鉄心 | 楊鉄心 | 楊鉄心 |      |      | 包惜弱 | 包惜弱 | 包惜弱 | 包惜弱 | 包惜弱               | 包惜弱 |        |        |        |        |        |        |        |        |
| 楊鉄心 | 楊鉄心 | 楊鉄心 | 楊鉄心 | 楊鉄心 | 楊鉄心 |      |      | 包惜弱 | 包惜弱 | 包惜弱 | 包惜弱 | 包惜弱               | 包惜弱 |        |        |        |        |        |        |        |        |
|        |        |        |        |        |        |      |      |        |        |        |        |                      |        |        |        |        |        |        |        |        |        |
|        |        |        |        | 楊康   | 楊康   | 楊康 | 楊康 | 楊康   | 楊康   |        |        | 穆念慈               | 穆念慈 | 穆念慈 | 穆念慈 | 穆念慈 | 穆念慈 |        |        |        |        |
|        |        |        |        | 楊康   | 楊康   | 楊康 | 楊康 | 楊康   | 楊康   |        |        | 穆念慈               | 穆念慈 | 穆念慈 | 穆念慈 | 穆念慈 | 穆念慈 |        |        |        |        |
|        |        |        |        |        |        |      |      |        |        |        |        |                      |        |        |        |        |        |        |        |        |        |
|        |        |        |        |        |        |      |      | 楊過   | 楊過   | 楊過   | 楊過   | 楊過                 | 楊過   |        |        | 小龍女 | 小龍女 | 小龍女 | 小龍女 | 小龍女 | 小龍女 |
|        |        |        |        |        |        |      |      | 楊過   | 楊過   | 楊過   | 楊過   | 楊過                 | 楊過   |        |        | 小龍女 | 小龍女 | 小龍女 | 小龍女 | 小龍女 | 小龍女 |
|        |        |        |        |        |        |      |      |        |        |        |        |                      |        |        |        |        |        |        |        |        |        |
|        |        |        |        |        |        |      |      |        |        |        |        |                      |        |        |        |        |        |        |        |        |        |
|        |        |        |        |        |        |      |      |        |        |        |        | 黄衫の女 ※子孫と推測 |        |        |        |        |        |        |        |        |        |

## 演じた俳優
映画
- 謝賢：『神鵰俠侶』 香港 1960年、少年時代は黎小田
- 傅声：『神鵰俠侶』 香港 1982年
- レスリー・チャン：『レスリー・チャンの神鳥英雄伝』 香港 1982年
- 劉徳華：『神鵰英雄』 香港 1984年

テレビドラマ
- 羅楽林：『神鵰俠侶』 佳芸電視 香港 1976年、少年時代は徐家霖
- アンディ・ラウ：『神鵰俠侶』 TVB 香港 1983年、少年時代は馮志豊
- 孟飛：『神鵰俠侶』 台湾CTV 1984年
- ルイス・クー：『神鵰俠侶』 TVB 香港 1995年
- 李銘順：『神鵰俠侶』 メディアコープ シンガポール 1998年
- リッチー・レン：『神鵰俠侶』 台湾テレビ 1998年
- ホアン・シャオミン：『神鵰侠侶』 中央電視台（CCTV） 中国 2006年、少年時代は小叮当
- チェン・シャオ：『神雕侠侶 〜天翔ける愛〜』 湖南衛視（Hunan TV） 中国 2014年、少年時代は吴磊

アニメ
- 蘇強文（日本語吹替え：浪川大輔）：『神鵰侠侶 コンドルヒーロー』 2003年